# 軽井沢検定
軽井沢検定（かるいざわけんてい）は、長野県北佐久郡軽井沢町の「軽井沢観光協会」が実施しているご当地検定。

## 概要
軽井沢の観光振興事業のひとつとして計画・実施されている。1級から3級まであり、3級合格者には2級の、2級合格者には1級の受験資格が与えられる。問題形式は2・3級は3択式、1級は記述式となっている。合格者には合格証が送られ、地域の美術館・博物館の入館料を優待する特典がついている。また、この事業には長野県の「地域発 元気づくり支援金」の一部が充てられ、平成21年度の優良事業の一つに挙げられている。
2010年2月20日に第1回が行われ、284人が受験、3級に241人が合格した。第2回は同年8月22日に2・3級合わせて210人が受験。第3回は2011年7月24日に109人が受験した。第4回はサービス業に従事する地元住民を考慮して平日の2012年7月12日に行われた。
第5回も平日の2013年10月10日に実施が予定されている。
受験者数が減少したことなどから2014年度に開催する第6回をもっていったん終了した。その後、2016年1月31日・2月1日よりインターネットを利用して受験する「軽井沢WEB検定」が行われる予定である。

## 受験方法
（2014年度まで）
- 検定料：大人3,150円、高校生以下2,625円
- 会場：軽井沢中央公民館

（軽井沢WEB検定）
- 検定料：大人3,240円、中学・高校生2,160円、小学生以下1,080円
- 会場：特になし（インターネットのある環境で受験、ただし特典の発送の関係で受験申込みは日本国内から行う）

## 書籍
- 軽井沢検定 公式テキストブック（約300頁　2,100円税込）ASIN 4998076469

「軽井沢WEB検定」実施に伴い電子書籍版（受験者は無料で閲覧可能）も発行予定。